# Gauré
Gauré is een gemeente in het Franse departement Haute-Garonne (regio Occitanie) en telt 496 inwoners (2004). De plaats maakt deel uit van het arrondissement Toulouse.

## Geografie
De oppervlakte van Gauré bedraagt 13,7 km², de bevolkingsdichtheid is 36,2 inwoners per km².
De onderstaande kaart toont de ligging van Gauré met de belangrijkste infrastructuur en aangrenzende gemeenten.

## Demografie
Onderstaande figuur toont het verloop van het inwonertal (bron: INSEE-tellingen).